# Мохамед Собхі (футболіст, 1981)
Мохамед Собхі (араб. محمد صبحي‎, нар. 30 серпня 1981, Ісмаїлія) — єгипетський футболіст, воротар клубу «Ісмайлі». Грав за національну збірну Єгипту.

## Клубна кар'єра
Народився 30 серпня 1981 року в місті Ісмаїлія. Вихованець футбольної школи місцевого «Ісмайлі». Дорослу футбольну кар'єру розпочав 2001 року в основній команді того ж клубу, за команду якого протягом 14 років провів 400 ігор.
Протягом 2014—2015 років захищав кольори клубу «Смуха», після чого на два сезони повертався до «Ісмайлі», після чого встиг пограти за «Міср-Ель-Макаса» і «Ель Дахлея», доки у 2020 році черговий контракт із досвідченим майже 39-річним воротарем уклав його рідний «Ісмайлі».

## Виступи за збірні
2001 року залучався до складу молодіжної збірної Єгипту. На молодіжному рівні зіграв у 7 офіційних матчах, пропустив 11 голів.
Був одним з дублерів Ессама Ель-Хадарі у складі національної збірної Єгипту на переможному для неї Кубку африканських націй 2008 року в Гані, а згодом на Кубку конфедерацій 2009 року в ПАР. На жодному із цих турнірів на поле не виходив і дебютував за національну команду лише у 2010 році. Протягом наступних п'яти років взяв у її складі участь у 7 матчах.
| Дата       | Місто    | Господарі | Результат | Гості     | Турнір                                  | Голи | Примітки |
| ---------- | -------- | --------- | --------- | --------- | --------------------------------------- | ---- | -------- |
| 17-11-2010 | Каїр     | Єгипет    | 3 – 0     | Австралія | товариський матч                        | -    | 61'      |
| 05-01-2011 | Каїр     | Єгипет    | 5 – 1     | Танзанія  | товариський матч                        | -1   | 58'      |
| 11-01-2011 | Ісмаїлія | Єгипет    | 3 – 0     | Бурунді   | товариський матч                        | -    |          |
| 17-01-2011 | Каїр     | Єгипет    | 3 – 1     | Уганда    | товариський матч                        | -    | 87'      |
| 14-08-2013 | Ель-Гуна | Єгипет    | 3 – 0     | Уганда    | товариський матч                        | -    | 83'      |
| 02-10-2013 | Каїр     | Єгипет    | 3 – 0     | Уганда    | товариський матч                        | -    | 46'      |
| 15-11-2014 | Каїр     | Єгипет    | 0 – 1     | Сенегал   | Відбір до Кубка африканських націй 2015 | -    | 11'      |
| Усього     |          | Матчів    | 7         |           | Голів                                   | ?    |          |

## Титули і досягнення
- Переможець Кубка африканських націй: 2008